# جائزة هوغو لأفضل أقصوصة طويلة
جائزة هوغو لأفضل أقصوصة طويلة هي واحدة من جوائز هوغو تمنح كل عام قصص الخيال العلمي والفانتازيا المنشورة باللغة الإنجليزية أو المترجمة إلى اللغة الإنجليزية خلال العام الماضي. تتاح الجائزة للأعمال الروائية الخيالية ما بين 7500 و 17500 كلمة.